# Куп европских шампиона 1988/89.
Куп европских шампиона 1988/89. је било 34. издање Купа шампиона, најјачег европског клупског фудбалског такмичења. 
Финале је одиграно 24. маја 1989. на стадиону Камп ноу у Барселони, где је Милан са 4:0 победио Стеауу Букурешт, и тако освојио трећи трофеј Купа шампиона (прва два су освојена у сезонама 1962/63. и 1968/69).
Ово је била четврта узастопна сезона без енглеских клубова, услед забране коју су добили након трагедије на Хејселу 1985. године, тако да Ливерпул, првак Енглеске из претходне сезоне, није могао да учествује.

## Прво коло
| Тим #1              | рез.           | Тим #2              | прва утакмица | друга утакмица |
| ------------------- | -------------- | ------------------- | ------------- | -------------- |
| Порто               | 3:2            | Хелсинки            | 3:0           | 0:2            |
| Горњик Забже        | 7:1            | Женес Еш            | 3:0           | 4:1            |
| Реал Мадрид         | 4:0            | Мос                 | 3:0           | 1:0            |
| Хонвед              | 1:4            | Селтик              | 1:0           | 0:4            |
| Динамо Берлин       | 3:5            | Вердер Бремен       | 3:0           | 0:5            |
| Витоша Софија       | 2:7            | Милан               | 0:2           | 2:5            |
| Дандалк             | 0:8            | Црвена звезда       | 0:5           | 0:3            |
| Хамрун Спартанс     | 2:3            | 17. новембар Тирана | 2:1           | 0:2            |
| Пезопорикос Ларнака | 2:7            | Гетеборг            | 1:2           | 1:5            |
| Спарта Праг         | 3:7            | Стеауа Букурешт     | 1:5           | 2:2            |
| Спартак Москва      | 3:1            | Гленторан           | 2:0           | 1:1            |
| Клуб Бриж           | 2:21           | Брондби             | 1:0           | 1:2            |
| Валур               | 1:2            | Монако              | 1:0           | 0:2            |
| Лариса              | 3:3 (0:3 пен.) | Ксамакс             | 2:1           | 1:2            |
| Рапид Беч           | 2:3            | Галатасарај         | 2:1           | 0:2            |

Напомена: ПСВ Ајндховен се као бранилац титуле директно пласирао у осмину финала.
1 Клуб Бриж се пласирао у осмину финала по правилу више голова постигнутих у гостима.

## Осмина финала
| Тим #1              | рез.           | Тим #2         | прва утакмица | друга утакмица |
| ------------------- | -------------- | -------------- | ------------- | -------------- |
| ПСВ Ајндховен       | 5:2            | Порто          | 5:0           | 0:2            |
| Горњик Забже        | 2:4            | Реал Мадрид    | 0:1           | 2:3            |
| Селтик              | 0:1            | Вердер Бремен  | 0:1           | 0:0            |
| Милан               | 2:2 (4:2 пен.) | Црвена звезда  | 1:1           | 1:11           |
| 17. новембар Тирана | 0:4            | Гетеборг       | 0:3           | 0:1            |
| Стеауа Букурешт     | 5:1            | Спартак Москва | 3:0           | 2:1            |
| Клуб Бриж           | 2:6            | Монако         | 1:0           | 1:6            |
| Ксамакс             | 3:5            | Галатасарај    | 3:0           | 0:5            |

1 Реванш меч у Београду је у ствари поновљен. Првобитни меч је немачки судија Дитер Паули стопирао у 65. минуту због густе магле при резултату 1:0 за Црвену звезду. Меч је онда поништен и одлучено је да се наредни дан одигра поновљена утакмица, јер због изузетно слабе видљивости није могла да се настави тог дана.

## Четвртфинале
| Тим #1        | рез. | Тим #2          | прва утакмица | друга утакмица |
| ------------- | ---- | --------------- | ------------- | -------------- |
| ПСВ Ајндховен | 2:3  | Реал Мадрид     | 1:1           | 1:2            |
| Вердер Бремен | 0:1  | Милан           | 0:0           | 0:1            |
| Гетеборг      | 2:5  | Стеауа Букурешт | 1:0           | 1:5            |
| Монако        | 1:2  | Галатасарај     | 0:1           | 1:1            |

## Полуфинале
| Тим #1          | рез. | Тим #2      | прва утакмица | друга утакмица |
| --------------- | ---- | ----------- | ------------- | -------------- |
| Реал Мадрид     | 1:6  | Милан       | 1:1           | 0:5            |
| Стеауа Букурешт | 5:1  | Галатасарај | 4:0           | 1:1            |

## Финале
| Стеауа Букурешт | 0 – 4 | Милан                              |
| --------------- | ----- | ---------------------------------- |
|                 |       | Гулит 18, 39’ · Ван Бастен 27, 47’ |

| Победник Лиге шампиона 1988/89. |
| ------------------------------- |
| ФК Милан 3. титула              |

## Најбољи стрелци
| Поз. | Играч                | Клуб            | Голова |
| ---- | -------------------- | --------------- | ------ |
| 1    | Марко ван Бастен     | Милан           | 10     |
| 2    | Маријус Лакатуш      | Стеауа Букурешт | 7      |
| 3    | Георге Хађи          | Стеауа Букурешт | 6      |
| 4    | Тању Чолак           | Галатасарај     | 5      |
| 4    | Уго Санчез           | Реал Мадрид     | 5      |
| 6    | Илије Думитреску     | Стеауа Букурешт | 4      |
| 6    | Емилио Бутрагењо     | Реал Мадрид     | 4      |
| 6    | Руд Гулит            | Милан           | 4      |
| 9    | Гаврил Балинт        | Стеауа Букурешт | 3      |
| 9    | Јусуф Фалику Фофана  | Монако          | 3      |
| 9    | Драган Стојковић     | Црвена звезда   | 3      |
| 9    | Јан Урбан            | Горњик Забже    | 3      |
| 9    | Пијетро Паоло Вирдис | Милан           | 3      |